# Manoir d'Hahkiala
Le manoir d'Hahkiala (finnois : Hahkialan kartano) est situé à Hauho dans la municipalité d'Hämeenlinna en Finlande,.

## Présentation
Le bâtiment principal en pierre de deux étages du manoir a été construit en 1915-1917 selon le plan de l'architecte Karl Lindahl. 
L'édifice est symétrique et son style évoque le classicisme baroque de l'époque Vaasa.
Le bâtiment principal est entouré d'un parc arboré. 
Le parc et le jardin datent du début du XIXe siècle.
La composition actuelle du parc, qui descend à travers les terrasses vers la vue sur le lac, a été conçue par l'architecte paysagiste Paul Olsson (fi). 
Un ancien chemin, bordé de bouleaux et de chênes, mène va du manoir jusqu'à l'église d'Hauho.

## Histoire
Le grand domaine de Hahkiala est créé en 1651 lorsque le lieutenant-colonel normand Toussaint Charpentier reçoit le domaine 6 000 hectares du roi de Suède pour ses mérites durant la Guerre de Trente Ans. 
Lorsque Toussaint Charpentier arrive à Hahkiala, les terres sont cultivées par des paysans. Des temps instables et, en partie, la négligence ont été les raisons pour lesquelles la propriété des Charpentiers sur Hahkiala ne s'est stabilisée qu'à la fin du XVIIe siècle. 
Elle sera finalement consolidée en 1765 par une ordonnance d'héritage statutaire.
De 1730 à 1782, le domaine appartient à Claes Robert Charpentier. 
Il le agrandit jusqu'à 8 000 hectares en achetant des terres dans les environs. 
Il construit aussi un nouveau bâtiment principal pour remplacer le bâtiment principal détruit dans un incendie de 1694.
En l'absence d'héritier direct, le roi Gustave III approuve le transfert du domaine par testament au neveu de Claes Robert Charpentier, Carl Fredrik L'Eclair. 
Le roi l'anoblit et lui donne le droit d'utiliser le nom des Charpentiers.
Carl Fredrik épousé Margareta Blomcreutz. Ils auront 20 enfants, dont 16 ont vécu plus longtemps que leurs parents. 
En 1882, le manoir d'Hahkiala devient la propriété de Gustaf Robert Alfred Charpentier qui deviendra plus tard sénateur.
C'est  un agriculteur très dynamique et il fait de nombreuses réformes à Hahkiala. 
Une grange et des bâtiments d'étable, une laiterie, un entrepôt de céréales et des serres, ainsi qu'une usine de briques et une scierie sont construits.
Des logements sont construits pour les ouvriers, une école pour les enfants des éleveurs et une maison de retraite pour personnes âgées.
Un nouveau champ est obtenu en abaissant la surface du lac Hyvikkälä entourant le manoir en creusant le chenal actuel appelé Kaivanto-oja. 
En plus du champ, se sont formés le lac Kirrinen (fi) et le lac Hyvikkälänjärvi (fi).
Axel Fredrik Charpentier hérite du domaine à la mort du sénateur en 1914. 
Il y construit le bâtiment principal actuel de la ferme entre 1915 et 1917. 
Au décès d'Axel Fredrik Charpentier, l'espace a été divisé entre les héritiers en 1950, et l'on a créé les terroirs d'Hahkiala central, Länsi-Hahkiala et Itä-Hahkiala.
L'époque de la famille Charpentier prend fin en 1963, lorsque le manoir, nommé Keski-Hahkiala, est vendu à Kesko pour devenir un centre de formation. 
Aujourd'hui, le manoir est une propriété privée.